# Coelioxys tabayensis
Coelioxys tabayensis är en biart som beskrevs av Carlos Schrottky 1920. Coelioxys tabayensis ingår i släktet kägelbin, och familjen buksamlarbin. Inga underarter finns listade i Catalogue of Life.